# لائورا دل کویه
لائورا دل کویه (اسپانیایی: Laura del Colle‎؛ زادهٔ ۳۰ مهٔ ۱۹۸۳) بازیکن هاکی روی چمن اهل آرژانتین است.